# Krypteria
Krypteria è stato un gruppo gothic metal tedesco, formato nel 2001 a Colonia. La cantante è la coreana Ji-In Cho. Inizialmente la formazione doveva alternare vari cantanti, però Ji-In si è imposta nel 2004. I Krypteria hanno pubblicato cinque album e due EP.

## Formazione
- Ji-In Cho - voce (2004-)
- Chris Siemons - chitarra (2004-)
- Frank Stumvoll - basso (2004-)
- S.C. Kuschnerus - batteria (2004-)

## Discografia

### Album in studio
- 2005 - Liberatio
- 2005 - In Medias Res
- 2007 - Bloodangel's Cry
- 2009 - My Fatal Kiss
- 2011 - All Beauty Must Die

### EP
- 2006 - Evolution Principle
- 2007 - Somebody Save Me

### Singoli
- 2005 - Liberatio
- 2005 - Victoriam Speramus
- 2006 - Time to Bring the Pain
- 2009 - For You I'll Bring the Devil Down
- 2009 - Ignition
- 2011 - Die BVB-Hymne 2011
- 2011 - Canon Rock